# لزبینیسم رادیکال
لزبینیسم رادیکال (به انگلیسی: Radical lesbianism) یک جنبش همجنس‌گرایی زنانه است که وضعیت موجود دگرجنس‌گرایی و جریان اصلی فمینیسم را به چالش می‌کشد. تا حدی به این دلیل به وجود آمد که جریان اصلی فمینیسم حقوق لزبین‌ها را شامل نمی‌شد یا برای آن مبارزه نمی‌کرد. این جنبش توسط گروه‌های فمینیست لزبین در ایالات متحده در دهه‌های ۱۹۵۰ و ۱۹۶۰ آغاز شد. بعدتر یک جنبش کانادایی در دهه ۱۹۷۰ دنبال شد که بر شتاب افزود. با ادامه محبوبیت، لزبینیسم رادیکال در سراسر کانادا، ایالات متحده و فرانسه گسترش یافت. جنبش مستقر در فرانسه در سال ۱۹۸۱ با نام جبهه لزبین‌های رادیکال سازماندهی شد. جنبش‌های دیگر، مانند رادیکالزبین نیز از جنبش لزبینیسم رادیکال سرچشمه گرفته‌اند. لزبینیسم رادیکال علاوه بر ارتباط با جنبش‌های اجتماعی، ایدئولوژی خاص خود را ارائه می‌کند.